# Carl Fredrik Bedoire
Carl Fredrik Bedoire (franskt uttal: [bɛdwaʁ]), född 1 mars 1785, död 13 april 1839 i Norberg, var en svensk brukspatron.

## Biografi
Carl Fredrik Bedoire var son till Carl Frederic Bedoire och Anna Maria Wikström. Han blev brukspatron på Västanfors och Bjurfors bruk, samt ägare till ett flertal andra egendomar i Bergslagen.
Bedoire var gift med Charlotta Christina Fredriksson (1788–1887). I äktenskapet föddes flera barn.
Bedoire avled den 13 april 1839.